# Brebach-Fechingen
Brebach-Fechingen ist ein Stadtteil der saarländischen Landeshauptstadt Saarbrücken und Teil des Stadtbezirks Halberg. Bis zum 31. Dezember 1973 war Brebach-Fechingen eine eigenständige Gemeinde.

## Geschichte
Bis Ende 1958 waren Brebach und Fechingen eigenständige Gemeinden. Mit Wirkung vom 1. Januar 1959 wurden diese zu einer neuen Gemeinde unter dem Namen Brebach-Fechingen zusammengeschlossen. Im Rahmen der saarländischen Gebiets- und Verwaltungsreform wurde zum 1. Januar 1974 die Gemeinde Brebach-Fechingen nach Saarbrücken eingemeindet. Der so entstandene Stadtteil „Brebach-Fechingen“ gliedert sich in die drei Distrikte Brebach, Neufechingen und Fechingen.

## Infrastruktur

### Brebach
Im Norden des Stadtteils befindet sich die Halbergerhütte. Diese Hütte bzw. ihre Nachfolgeunternehmen Saint-Gobain PAM Deutschland sowie Gusswerke Saarbrücken prägen bis heute das Ortsbild. Brebach verfügt über einen Bahnhof an der Bahnstrecke Saarbrücken–Saargemünd, der ausschließlich von der Saarbahn bedient wird. Deren zentrale Betriebswerkstatt befindet sich in unmittelbarer Nähe. Angeschlossen ist ein stark frequentierter Busbahnhof für den ÖPNV.

### Fechingen
Fechingen wird hauptsächlich von der Landwirtschaft geprägt. Im Süden befindet sich das Fechinger Bad, ein Kombibad.

## Politik

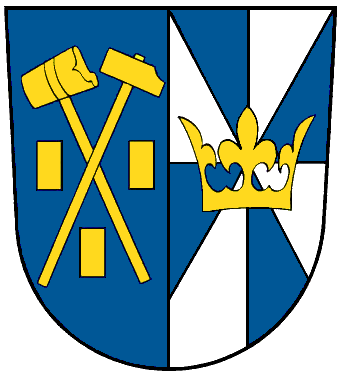
Brebach-Fechingen
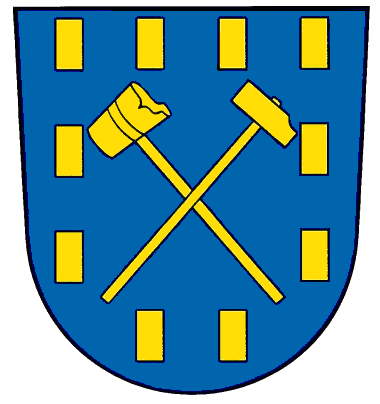
Brebach
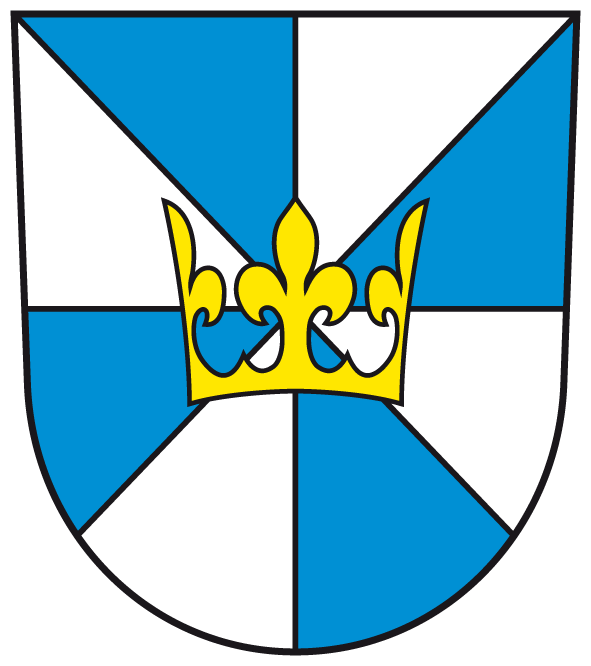
Fechingen

### Wappen
Die Blasonierung lautet: „Schild gespalten, vorne in Blau gekreuzte goldene Gießkelle und goldener Hammer, begleitet von 3 (2:1) goldenen Schindeln, hinten in einem von Blau und Silber achtfach geständerten Schild eine goldene Krone“. Das Wappen wurde am 17. September 1965 vom Minister des Inneren des Saarlandes verliehen. Gleichzeitig wurde das Recht erteilt, die Farben Blau und Gold als Gemeindefarben zu führen.

#### Ortsteilwappen Brebach
Die Blasonierung lautet: „In Blau gekreuzt goldene Gießkelle und goldener Hammer, begleitet von zehn goldenen Schindeln“. Das Wappen wurde am 15. April 1956 vom Minister des Inneren des Saarlandes verliehen. Gleichzeitig wurde das Recht erteilt, die Farben Blau und Gelb als Gemeindefarben zu führen.

#### Ortsteilwappen Fechingen
Das Wappen wurde am 29. August 1957 vom Minister des Inneren des Saarlandes verliehen. Blasonierung: „In von Blau und Silber achtfach geständertem Schild eine goldene Krone.“ Die Farben des Ortes sind Blau - Weiß. Mit den Schildfarben will das Wappen auf die historische Zugehörigkeit des Ortes zum Territorium der Fürsten von Nassau-Saarbrücken verweisen. Die Krone steht als Erinnerung an Katharina Margarete Kest, die als „Fechinger Gänsegretel“ bekannt, zuletzt Reichsgräfin von Ottweiler war. Das Wappen wurde vom Heraldiker Kurt Hoppstädter gestaltet.

## Kirchen

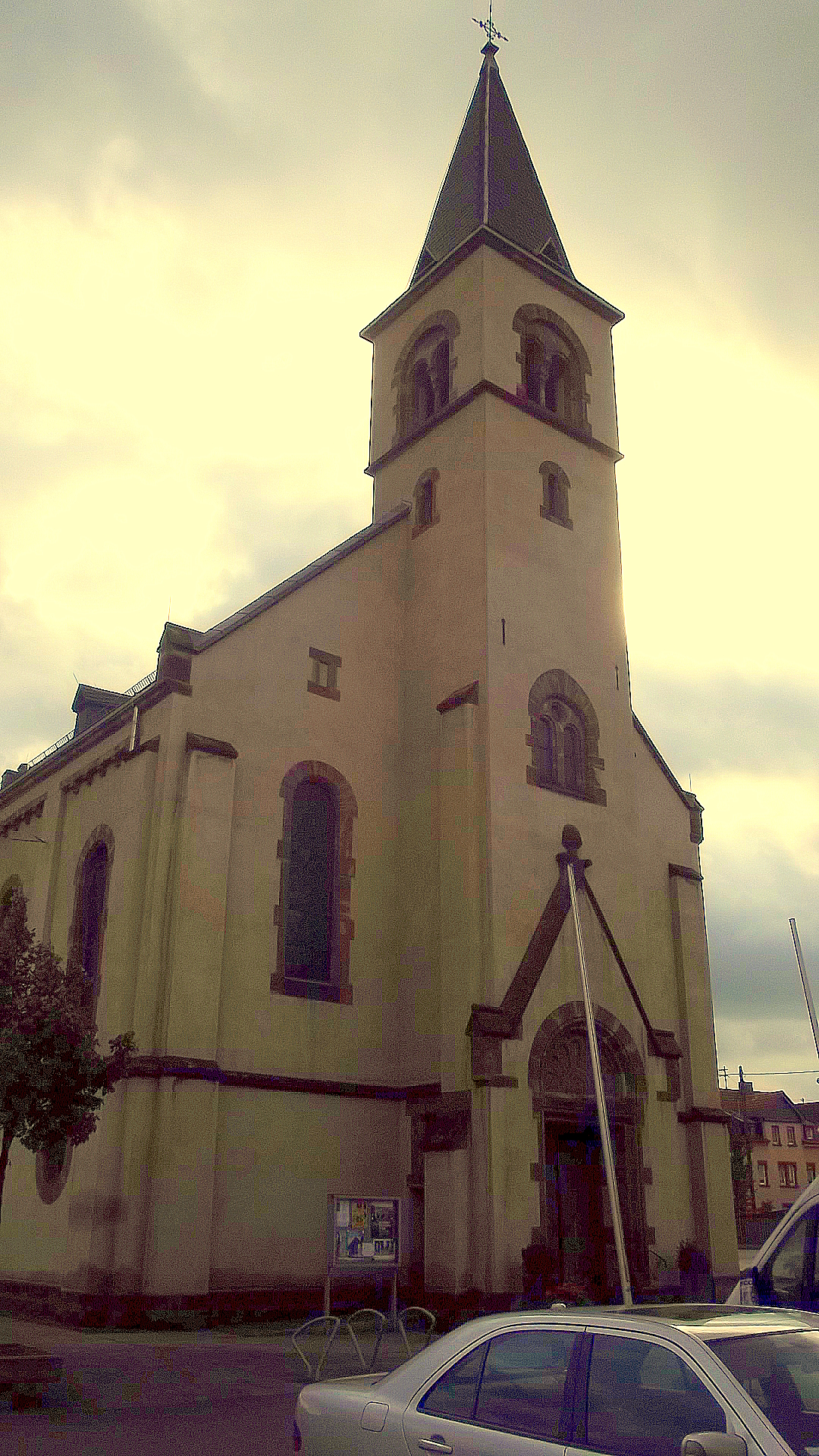
Die Pfarrkirche Maria Hilf

In Brebach gibt es folgende Kirchen:
- Stumm-Kirche (evangelisch, profaniert), neoromanisch, Rechtecksaalkirche mit Turm in rheinischer Romanik und ländlich neobarocken Anklängen
- Katholische Pfarrkirche Maria von der Immerwährenden Hilfe, Rechtecksaalkirche mit eingezogenem Chor in neoromanischen Formen